# Prodidomus lampeli
Prodidomus lampeli är en spindelart som beskrevs av Cooke 1964. Prodidomus lampeli ingår i släktet Prodidomus och familjen Prodidomidae.
Artens utbredningsområde är Etiopien. Inga underarter finns listade i Catalogue of Life.